# حشرات بشقابی
حشرات بشقابی (نام علمی: Naucoridae) نام یک تیره از فروراسته سوزنی‌ریختان است.